# Purulent Excretor
Purulent Excretor est un groupe de grindcore. Influencé notamment par Maximator, il se caractérise par de nombreuses reprises de groupes et chanteurs en tout genre tels que Jean-Jacques Goldman, André Rieu et certains génériques de dessins animés, ainsi que d'extraits de films, notamment la version doublée en français de Braindead. Purulent Excretor se distingue également par la présence d'un kazoo dans certaines chansons.

## Biographie
Purulent Excretor est formé en 1998 en banlieue parisienne. Le groupe est composé de Gorg (basse, chant, kazoo), Napalm Fred (guitare), Little Tom (chant) et Blast Fred (batterie). Purulent Excretor pratique un grindcore/noisegrind. L'idée de former un groupe émerge avec Napalm Fred et Gorg. Musicalement, Purulent mêle Napalm Death, Anal Cunt, Aggressive Agricultor, La télé des tout p’tits (compilation de génériques de série d'animation), Vondur, Cryptopsy, Unkle Tom Angelripper, Slayer, Joe Dassin, Atrocity, Annie Cordy, Deicide, Carlos, Motörhead, Patt Boon, Carcass, et Agathocles.
Le premier album du groupe, Fermented Genital Secretions, est enregistré à la Luna Rossa en deux heures, avec trois micros et une cassette audio. L'album comprend 39 chansons (pour 32 minutes) dont Alien choucroute. Pour leur deuxième album, On n’est pas des bêtes!, le groupe s'associe avec le producteur Scott Burnes, toujours à la Luna Rossa, avec cinq micros pour enregistrer en trois heures ; l'album sort en 1999. Après quelques concerts peu fructueux sur Paris, le groupe part enregistrer son troisième album au studio Walnut Groove à Amiens. En 2002, le groupe publie donc son troisième album studio auto-produit, Sex, Beer and Grindcore! L'album y reprend des chansons comme The Final Countdown d'Europe, et Alakeuleuleu de Bézu. Dark Pioupiou est remplacé par Bézu pour les morceaux aux fûts. Après le départ de Bézu, le groupe demande à Blast Fred de les rejoindre en concert pour le restant de l'année 2002. Après la sortie de l'album, le groupe effectue deux splits, participe à quelques compilations, quelques concerts, goûters d’anniversaires et des mariages. À la fin de 2003 sort l'EP Clitophagia.
En 2005, Nico remplace Blast Fred aux fûts.
Après sept ans d'absence scénique, en mars 2013, le groupe revient jouer au Belushi’s à Paris. Le 8 décembre 2013, le groupe joue au Chatelet Grinding Klub à Paris.

## Membres

### Membres actuels
- Gorg - basse, chant, kazoo
- Napalm Fred - guitare
- Little Tom - chant
- Nico (Nikeulas) - batterie

### Anciens membres
- Julien « Boy Wonder » - kazoo, chœurs
- Douzic - kazoo, chœurs

## Discographie
- 1998 : Fermented Genital Secretions (album démo)
- 1999 : On n’est pas des bêtes!
- 2002 : Sex, Beer and Grindcore!
- 2004 : Clitophagia
- 2010 : Kikanikéflo (EP)
- 2013 : Too Drunk to Drink